# Gallblåsecancer
Gallblåsecancer är en tämligen ovanlig form av cancer, vilken utgår från gallblåsan. Vid misstanke om gallblåsecancer lider patienten i de flesta fall av gallsten. Vid tumörmisstanke kan datortomografi och ultraljud av gallblåsan göras. Behandling är vanligen bortoperation av gallblåsan.
Cirka 9 av 10 av alla fall av gallblåsecancer är så kallade adenocarcinom. Det innebär att cancern påbörjas i celler med körtelliknande egenskaper. Papillär adenocarcinom, även kallat papillär cancer, är en annan form av gallblåsecancer. Papillär gallblåsecancer, som motsvarar ungefär 6 procent, växer inte lika ofta in i lever eller lymfkörtlar. Denna cancerform ger även en ljusare prognos än många andra slags gallblåsecancer.
Gallblåsepolyper och/eller gallblåseväggsförtjockning kan vara ett förstadium till gallblåsecancer, men förekomsten av cancer i dessa grupper är fortfarande låg.